# Adolescence
Pour les articles homonymes, voir Adolescent (homonymie).

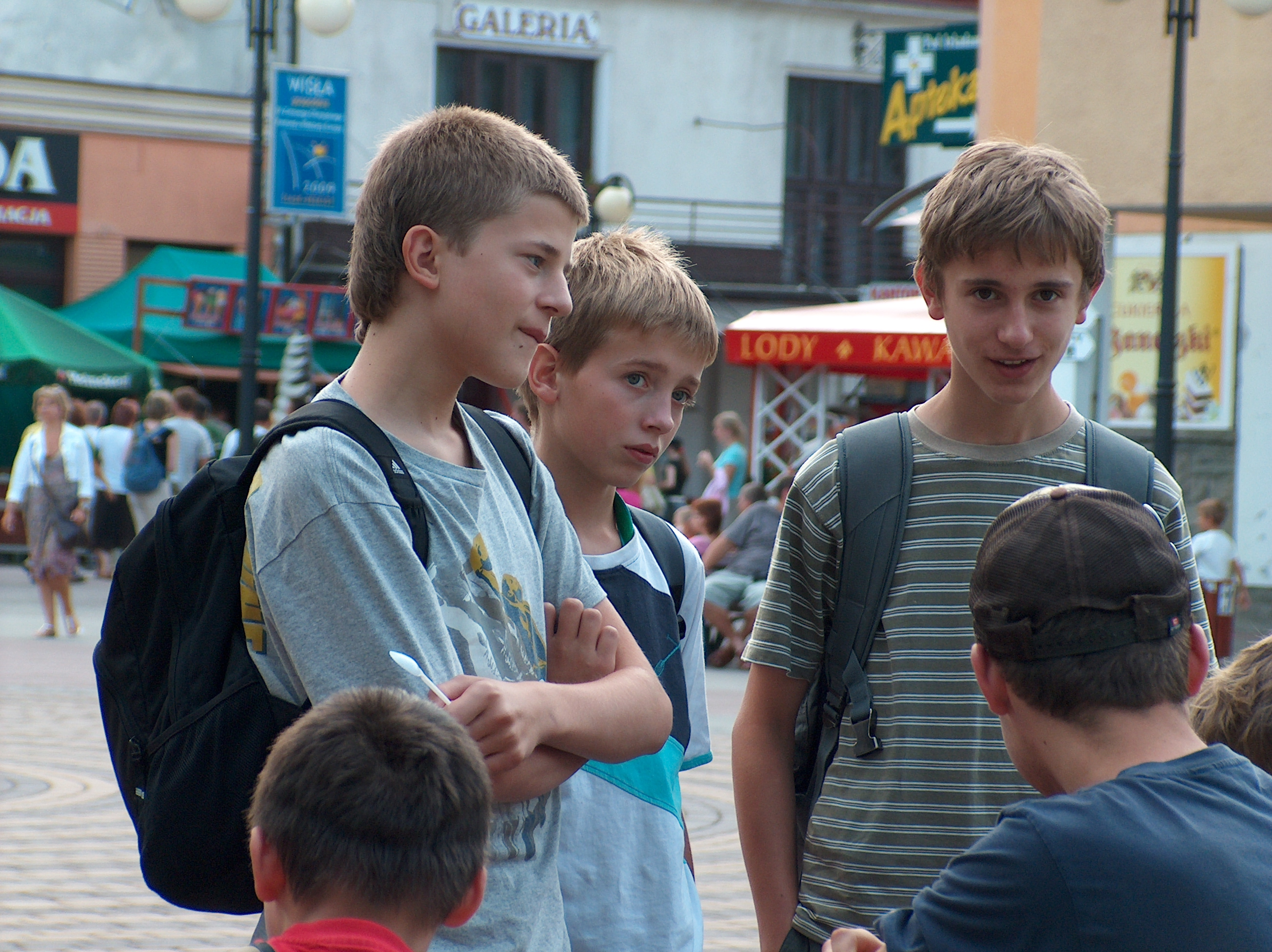
Adolescents polonais.

L'adolescence (du latin ădŏlēscēns, -centĭa, « croissant, grandissant, se développant ») est une phase du développement humain physique et mental qui se produit pendant la période de la vie humaine s'étendant de la puberté jusqu'à l'âge adulte. Les critères de définition de l'adolescence ont varié au fil de l'histoire. L'entrée dans l'adolescence est généralement marquée par les changements biologiques déclenchés par des changements hormonaux de la puberté, et sa durée sur le plan social est liée au degré de dépendance financière envers les parents. L'adolescence se termine habituellement par l'atteinte de la majorité civile, variable selon les pays.
Sur le plan biologique, l'Organisation mondiale de la santé définit les adolescents comme étant les jeunes de 10 à 19 ans, mais selon d'autres scientifiques, la période transitoire entre l'enfance et l'âge adulte pourrait aller jusqu'à 25 ans. Durant la période allant de la majorité à l'âge de 25 ans, on parle toutefois très rarement d'adolescents mais plutôt de « jeunes adultes »,.

## Histoire
L'adolescence est un des âges de la vie décrits dans des écrits très anciens. Les âges de la vie sont souvent présents dans la littérature médiévale mais ils varient beaucoup, de trois à 12 étapes, le nombre de sept est le plus souvent utilisé au Moyen Âge tardif. Les premiers âges de la vie distinguent alors :
- infantia : les sept premières années de la vie (cf. nouveau-né, nourrisson, petite enfance)[4] ;
- pueritia : de 7 à 12 ans pour les filles, de 7 à 14 ans pour les garçons[4] ;
- adolescentia : le jeune de 14 à 21 ans ou au milieu de la vingtaine[4] ;
- inventus : du milieu de la vingtaine vers 50 ans (cf. adulte, adulescence)[4].

Au Moyen Âge, en Occident, les jeunes à 14 ans quittent leur foyer pour aller en apprentissage ou pour aller servir dans d'autres maisons. Or au XIXe siècle, avec l'industrialisation, des proportions de plus en plus grandes d'adolescents restent au domicile familial et vont travailler pour soutenir financièrement leur famille, jusqu'à l'âge de leur mariage. Au XXe siècle, les progrès dans la protection des enfants et des jeunes, la mise en place de scolarité obligatoire et l'augmentation de la durée de scolarisation ont consolidé ce phénomène : les jeunes restent désormais au domicile familial de longues années après la fin de leur enfance. Sur le plan social et psychologique, ce phénomène place les adolescents dans une situation nouvelle, celle de dépendance financière envers leurs parents (rendue possible par la baisse de la natalité et la hausse de la qualité de la vie avec des logements plus spacieux en particulier). Toute la dynamique familiale en est modifiée. L'adolescence pose alors de nouveaux problèmes et en particulier de nouveaux types de conflits ou de relations avec les parents et avec les frères et sœurs plus jeunes.
Au début du XXIe siècle, la dépendance parentale typique de l'adolescence continue de se prolonger, l'entrée dans les responsabilités adultes est plus tardive, tandis que le début de la puberté est plus précoce, sous l'effet d'une amélioration de la nutrition et des progrès médicaux. Ainsi, la durée de l'adolescence se prolonge et l'âge de la fin de l'adolescence est sujet à débat.

## Âges
À quel âge commence l'adolescence et à quel âge se termine-t-elle ? Les limites d'âge correspondant à l'adolescence sont en partie arbitraires. C'est également le cas pour la question de la définition des âges de l'enfance ou de l'âge adulte. Ces limites sont fixées par des facteurs biologiques et sociaux. La définition de l'adolescence a ainsi varié selon les époques et les changements sociaux et physiques observés chez les enfants et jeunes adultes,.
Au début du XXe siècle, G. Stanley Hall définit l'adolescence comme la période de développement allant de 14 à 24 ans dans son traité sur l'adolescence. Une cinquantaine d'années après, l'organisation mondiale de la santé définit l'adolescence comme la tranche d'âge des 10 à 19 ans inclus,. La Convention des droits de l'enfant des Nations unies définit l'enfance comme la période allant de la naissance à 18 ans et l'adolescence comme la période allant de 10 à 19 ans. En parallèle, les Nations unies parlent aussi de la catégorie jeunesse, à partir de 1985, sans définir cependant les âges auxquels correspond cette période de vie,. Ainsi, un jeune de 16 ans peut être un enfant, un adolescent et un jeune, car ces périodes se recouvrent en partie.

### Âge du début de l'adolescence
Le début de l'adolescence est plus clairement défini que sa fin. Le début de l'adolescence est marqué par le début de la puberté, processus biologique enclenché par des hormones provoquant l'adrénarche (entre 6 et 9 ans), la poussée de croissance et la gonadarche. Ce calendrier varie cependant beaucoup d'une personne à une autre, selon les régions du monde et selon les sexes. Le processus pubertaire commence plus tôt chez la fille que chez le garçon.
Chez les filles, le début de la puberté (développement mammaire) s'observe généralement entre 8,5 et 13,3 ans. La pilosité pubienne apparait dans les mois qui suivent, suivie par la pilosité axillaire. Les premières règles surviennent en moyenne 2 à 2,5 ans après le début de la puberté, soit vers 12,5 à 13 ans (extrêmes 10 et 15 ans).
Chez les garçons, le début (développement des testicules) s'observe entre 10 et 15 ans, la pilosité pubienne apparait quelques mois plus tard et l'axillaire un an après la pubienne.
En dehors de ces limites, on parle de puberté précoce (avant 8 ans chez la fille, et avant 10 ans chez le garçon) et de puberté tardive ou retardée (absence de début de sein après 13 ans chez la fille, et de développement de testicule après 15 ans chez le garçon),.
La puberté démarre plus tôt dans les sociétés ou régions où la nutrition et les services de santé sont adéquats, comparées aux régions les plus pauvres,.
En Europe, de 1850 à 2000, l'âge d'apparition des règles chez les filles a été réduit de 4 ans dans la plupart des pays industrialisés. En Chine, une réduction de 4,5 ans est observée ces 25 dernières années (données de 2018). Le début de la puberté peut donc être considéré comme arrivant vers l'âge de 10 ans en moyenne, bien que les jeunes à cet âge soient encore considérés comme des enfants.

### Âge de fin de l'adolescence
L'adolescence n'est pas seulement un changement dans la maturation sexuelle. De nombreux autres changements prennent place, à la suite des changements hormonaux : physiologiques, psychologiques, sociaux. Ces aspects sont également pris en considération dans les définitions de l'adolescence et dans les débats sur l'âge correspondant à l'adolescence. Sur un plan social, la dépendance financière envers les parents s'est prolongée dans la seconde moitié du XXe siècle. De même, le mariage et la parentalité, autrefois marqueurs de l'entrée dans la vie adulte ont été également repoussés de plusieurs années à la fin du XXe siècle et la cohabitation, y compris homosexuelle, est devenue de mieux en mieux acceptée socialement. La fin de l'adolescence est donc plus difficile à définir et fait l'objet de débats.
Ainsi, les lois vis-à-vis des enfants ont pour objectif de les protéger (par exemple, interdire la consommation d'alcool avant un certain âge) et d'accorder des privilèges à partir d'un certain âge (comme le droit de voter). Dans de nombreux pays, la majorité, l'âge auquel sont autorisées certaines activités considérées comme le privilège des adultes, peuvent alors différer en fonction des activités en question, à savoir, si ces activités protègent l'enfant contre des dangers ou lui accordent de nouveaux privilèges pour lui permettre de gagner en indépendance. Au Japon, par exemple, l'âge de vote a été réduit, passant de 20 ans à 18 ans en 2016. Cependant l'âge légal autorisé pour acheter de l'alcool est resté inchangé (20 ans).
Selon d'autres définitions, l'adolescence s'étendrait de 10 à 24 ans,,. Celles-ci s'appuient sur des arguments sociaux et médicaux, dont le fait que les connaissances médicales ont mis en évidence que le corps continue de maturer jusqu'à l'âge d'environ 25 ans et en particulier les zones préfrontales du cerveau impliquées dans le contrôle des émotions et la planification des comportements,. Ce changement permettrait aux jeunes adultes de 18-24 ans, souvent encore dépendants à cet âge, de bénéficier de meilleures conditions de protections médicales et sociales.

## Démographie
En 2016, la population mondiale des adolescents (10 à 24 ans inclus) est évaluée à 1,8 milliard, la plus large population adolescente que le monde ait jamais connu. En 2015, utilisant des critères d'âge différents (10 à 19 ans), l'Organisation Mondiale de la Santé évalue le nombre d'adolescents à 1,2 milliard, soit une personne sur six.

## Changements physiologiques et hormonaux

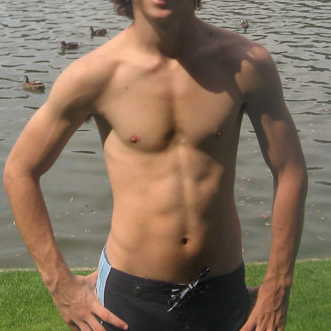
Photographie du torse d'un adolescent. Avec la puberté, la forme se rapproche de celle d'un homme adulte.

### Puberté
La puberté est un phénomène enclenché par le système endocrinien et procède en deux étapes : l'adrénarche (maturation des glandes surrénales) et la gonadarche quelques années plus tard (la maturation des glandes sexuelles).
Une étape majeure de la puberté pour les hommes est la sémenarche : la première éjaculation, qui se produit, en moyenne, vers 13 ans,. Pour les femmes, c'est la ménarche : l'apparition de la menstruation, qui se produit, en moyenne, entre 12 et 13 ans,,,. Cependant, les changements physiques et hormonaux commencent avant cet événement, vers l'âge de 8 ans lorsque les glandes surrénales produisent des taux d'hormones androgènes de plus en plus élevés et le développement se poursuit alors progressivement,.
Ainsi, les seins de la jeune fille sont au stade 3 de l'échelle de Tanner lorsque les premières règles sont observées. L'échelle de Tanner décrit les modifications physiques des caractères sexuels secondaires qui ont lieu pendant la puberté et décrites par les cinq stades de Tanner nommés d'après le pédiatre britannique James Tanner qui a mis au point le système de catégorisation.
Les caractéristiques sexuelles primaires sont celles qui sont directement liées aux organes du système reproducteur.
Les changements dans les caractéristiques sexuelles secondaires comprennent tous les changements qui ne sont pas directement liés à la reproduction sexuelle. Chez les garçons, ces changements impliquent l'apparition de poils pubiens, de pilosité sur le visage et le corps, la mue de la voix, la rugosité de la peau autour de la partie supérieure des bras et des cuisses, et un développement accru des glandes sudoripares. Chez les femmes, les changements sexuels secondaires sont le développement des seins, l'élargissement des hanches, le développement de pilosité du pubis et des aisselles.
Le garçon et la fille peuvent connaître l'acné, qui correspond à la sécrétion de sébum par le corps, à la suite des processus hormonaux.
Les changements hormonaux peuvent aussi expliquer en partie l'émotivité accrue et les changements d'humeur des adolescents, comme la détresse, l'hostilité, ou des symptômes de dépression qui augmentent au fur et à mesure que la puberté progresse.

### Pic de croissance physique

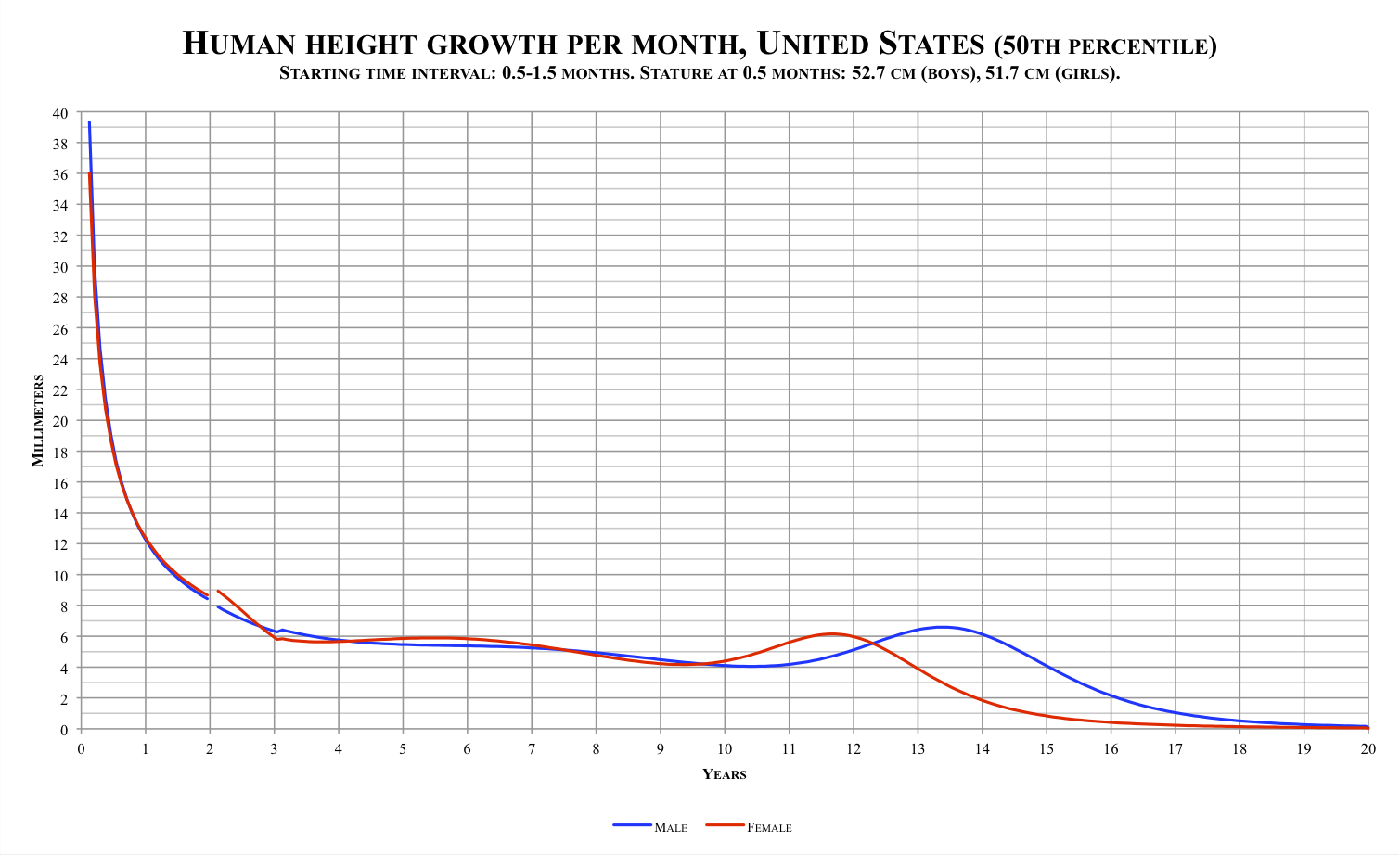
Augmentation de la taille moyenne par mois chez les filles (rouge) et les garçons (bleu) : la poussée de croissance pubertaire est plus précoce chez les filles (États-Unis, 2011), et d'une intensité comparable, mais dure nettement moins longtemps.

La poussée de croissance est une augmentation rapide de la hauteur et de poids au cours de la puberté, résultant de la diffusion simultanée d'hormones de croissance, des hormones thyroïdiennes, et les androgènes.
La poussée de croissance commence chez les filles entre 9 ans et demi et 14 ans et demi (vers 10 ans en moyenne) et dure deux années. Elle commence plus tard pour les garçons, vers 10 et 16 ans (avec une moyenne de 12 ou 13 ans). Pour cette raison, les filles ont tendance à être plus grandes et plus fortes que les garçons entre 11 et 13 ans.
Au cours du pic de vitesse de croissance (le moment où la croissance est la plus rapide), les adolescents grandissent à un taux de croissance à peu près identique à celle d'un très jeune enfant : environ 10.3 cm pour les jeunes hommes et 9 cm pour les jeunes filles sur un an.
Les filles ont généralement atteint leur développement physique vers les âges de 15–17 ans, alors que les garçons terminent leur puberté vers 16–17 ans. Toute augmentation de la taille au-delà de la période post-pubertaire est rare.
L'accélération de la croissance dans les différentes parties du corps se produit à des moments différents, mais pour tous les adolescents, l'ordre de la séquence est assez régulier. En premier lieu se développent les extrémités (la tête, les mains et les pieds), suivies des bras et des jambes, puis le torse et les épaules. Cette croissance non uniforme est une des raisons pour lesquelles un corps d'adolescent peut sembler mal proportionné.
À la fin de la puberté, les extrémités des os longs se ferment au cours du processus appelé épiphyse. Il peut y avoir des différences ethniques dans ces changements squelettiques, ce qui peut expliquer des risques différents de développer de l'ostéoporose ou de souffrir de fractures osseuses au cours du vieillissement.
Une autre série d'importants changements physiques au cours de la puberté concerne la distribution de la graisse corporelle et la masse musculaire. Les adolescents font également l'expérience d'une augmentation significative du poids. Le gain de poids pendant l'adolescence constitue près de la moitié de son poids corporel adulte. Les jeunes, adolescents ou jeunes adultes, peuvent continuer à gagner en croissance musculaire naturelle, même après la puberté.
Ce processus est différent pour les femmes et les hommes. Avant la puberté, il n'y a presque pas de différence entre les sexes concernant la répartition de la graisse et des muscles. Au cours de la puberté, les garçons prennent de la masse musculaire beaucoup plus vite que les filles, bien que les deux sexes fassent l'expérience d'un rapide développement musculaire. Si les deux sexes voient leur graisse corporelle augmenter, l'augmentation est beaucoup plus importante pour les filles. L'augmentation de la masse graisseuse pour les filles débute dans les années qui précèdent la puberté. Le rapport entre les muscles et la graisse chez les garçons post-pubères est d'environ trois sur un, alors que pour les filles, il est d'environ cinq sur quatre. Cette différence pourrait expliquer en partie les différences entre les sexes en performance sportive.
Le développement pubertaire affecte également les systèmes circulatoire et respiratoire : le cœur et les poumons de l'adolescent augmentent en taille et en capacité. Ces changements conduisent à une augmentation de la force et de la tolérance à l'exercice physique. Les différences sexuelles sont apparentes car les hommes ont tendance à développer de « plus grands cœur et poumons, une plus haute pression artérielle systolique, une fréquence cardiaque au repos plus basse, une plus grande capacité de transport de l'oxygène dans le sang, un plus grand pouvoir de neutralisation des produits chimiques issus de l'exercice musculaire, des taux plus élevés d'hémoglobine et plus de globules rouges ».
Des facteurs culturels ou environnementaux peuvent influencer certaines de ces différences observées. Par exemple, il a été observé que des filles réduisent leur activité physique d'environ 50 % pendant la pré adolescence,. Elles sont plus à risque que les garçons de recevoir une nutrition inadéquate qui, souvent, le manque de micronutriments importants, tels que le fer.

## Mortalité
Globalement, dans tous les pays, riches comme pauvres, la première cause de mortalité des adolescents n'est pas infectieuse mais a des origines sociales, évitables et accidentelles,,. Une revue de question des études de 1985 à 2004 incluant les adolescents et jeunes adultes de 10 à 25 ans indique qu'à l'échelle mondiale, les premières causes de mortalité sont les blessures involontaires, suivies des homicides, guerres et violences interpersonnelles. En 2015, la première cause de décès des adolescents sur le plan mondial est l'accident de la circulation.
En 2009, une étude considérant les données mondiales sur le sujet indique que les blessures volontaires et involontaires sont responsables de deux morts sur cinq chez les jeunes. La mortalité est beaucoup plus élevée dans les pays pauvres : en 2004, sur un total de 2,6 millions de décès chez des adolescents et jeunes adultes (10 à 24 ans), 97 % des décès touchent l'Afrique Subsaharienne et l'Asie du Sud-Est. Cette étude indique que, sur le plan mondial, chez les filles, la maternité est responsable d'une large part des décès (15 %) du fait des complications de grossesse, avortements ou accouchements. Le SIDA et la tuberculose sont responsables de 11 % des décès globalement. Chez les jeunes hommes, les accidents de la route expliquent 15 % des décès (6 % chez les femmes), la violence 12 %. Le suicide est responsable de 6 % des décès.
Au Québec, les accidents de la route représentent la première cause de mortalité des personnes de 15 à 24 ans. Le suicide est la seconde cause de mortalité des 15-19 ans au Québec (213 morts en 2005 par exemple). Le suicide des jeunes touche trois fois plus les garçons que les filles, il touche cinq à sept fois plus les jeunes issus de nations « Premières Nations » en particulier les Inuits, et il touche beaucoup plus les régions peu peuplées que les régions urbaines.
En 2017, l'OMS indique dans un communiqué qu'il y a eu 1 200 000 décès d'adolescents dans le monde en 2015, avec comme causes principales les accidents de la route, les infections respiratoires et le suicide, souligne leur forte vulnérabilité lors de crises humanitaires, et appelle les pays à coordonner leurs programmes de santé et d'éducation pour améliorer leur santé.

## Santé et morbidité
Selon une enquête de l'Organisation Mondiale de la Santé menée en 2000, une large majorité des adolescents se considèrent en bonne santé dans les pays occidentaux,. Cependant, bon nombre d'entre eux souffrent de maux de tête, de dos, d'estomac, de nervosité, de fatigue, et se sentent seuls ou déprimés.
Les problèmes de santé à l'adolescence diffèrent grandement de ceux de la petite enfance. Il s'agit moins de combattre les maladies infectieuses que de soigner ou prévenir les blessures et les comportements à risque.

### Sommeil
Le manque de sommeil est un problème très répandu chez les adolescents : la durée du sommeil et la qualité du sommeil sont affectées,. Ce phénomène peut entraîner des troubles d'insomnie dans la vie adulte. Chez l'adolescent, le manque de sommeil augmente les troubles scolaires en diminuant la motivation, l'attention et en augmentant l'irritabilité. La somnolence est à l'origine de nombreux accidents de la route chez les 16–29 ans.
Les troubles du sommeil de l'adolescent sont dus aux activités du soir, mais aussi à des rythmes biologiques qui changent pendant l'adolescence : la mélatonine est sécrétée plus tard dans la nuit après la puberté.

### Alimentation
L'obésité et l'embonpoint sont des principaux risques de malnutrition touchant l'adolescent. L'épidémie d'obésité progresse et est associée à de nombreuses maladies, et en particulier l'augmentation du diabète de type II à des âges de plus en plus jeunes. Les déficits en micronutriments, appelés parfois la « faim cachée » ou « faim invisible », affectent également beaucoup de jeunes. Elle a pour origine une nutrition trop pauvre en fruits et légumes et trop riches en produits gras et glucides, ou parfois peut résulter d'habitudes alimentaires excluant certains groupes d'aliments (comme le végétalisme).
Des troubles du comportement alimentaire liés aux préoccupations avec l'image corporelle et l'insatisfaction de son image corporelle peuvent s'installer durant l'adolescence et peuvent mener à l'anorexie mentale ou de la boulimie.

## Santé mentale, dépression et comportements à risque
Les comportements à risque (la conduite sur la route, la consommation d'alcool et de drogues, la violence, les rapports sexuels non protégés, etc.) sont les premières causes de mortalité des adolescents dans le monde. Le sentiment de solitude et la dépression constituent également un facteur de risque important, les suicides constituant également une cause élevée de décès.

## Changement émotionnels et cognitifs
Le début de l'adolescence est marqué par la puberté sous l'effet des hormones, mais la fin de l'adolescence n'est pas clairement définie (variable selon les sociétés et les cultures, et selon les individus). L'adolescence connaît de grands changements dont les conséquences sont d'ordre affectif et cognitif, sous l'effet d'une triple maturation (physique ou hormonale, psychologique et sociale). Ces maturations peuvent être décalées : un adolescent mûr physiquement peut garder un comportement d'enfant, des petites filles sous pression familiale ou sociale se comportent comme des adultes, un jeune physiquement et psychologiquement mature peut ne pas parvenir à son autonomie pour des raisons socio-économiques.
La pensée de l'adolescent se transforme : il devient capable de raisonner de manière plus abstraite et plus complexe ce qui permet à son jugement moral de progresser énormément. L'adolescent possède ainsi des outils mentaux qui lui permettent de faire des choix et un sens critique qui l'amène parfois à remettre en cause les lois ou règles adultes. Les pulsions sexuelles deviennent de plus en plus fréquentes et intenses. Les relations avec ses pairs prennent une grande importance. Cependant, l'adolescence est aussi marquée par un sentiment d'invulnérabilité qui augmente les conduites à risque et peut exposer l'adolescent à de nouveaux dangers.
Ces changements sont le plus souvent paradoxaux, ressentis comme positifs et négatifs à la fois. L'autonomie implique la menace de se perdre, la nécessité de faire des choix implique des renoncements. De même la mise à distance des parents demande en même temps la nécessité de leur affection. La recherche de proximité avec d'autres adolescents peut s'accompagner d'un sentiment de solitude en leur compagnie.

## Relations sexuelles et amoureuses
L’adolescence s’agit d’une période importante pour le développement de son identité que ce soit son identité personnel ou son identité sexuelle. C’est une phase propice aux premières relations donc ces dernières forgent le modèle des prochaines relations amoureuses. À l’adolescence, les premières relations peuvent inclure de la violence, puisque n’ayant pas de repères de ce qui est sain ou mauvais. Autrement dit, les adolescents sont plus vulnérables dans leurs premiers relations amoureuses, parce qu’ils ne peuvent pas identifier ce qui est normalement approprié en couple.
La violence dans les relations amoureuses à l’adolescence se définit de la façon suivante : « tout comportement ayant pour effet de nuire au développement de l’autre en compromettant son intégrité physique, psychologique et sexuelle ».

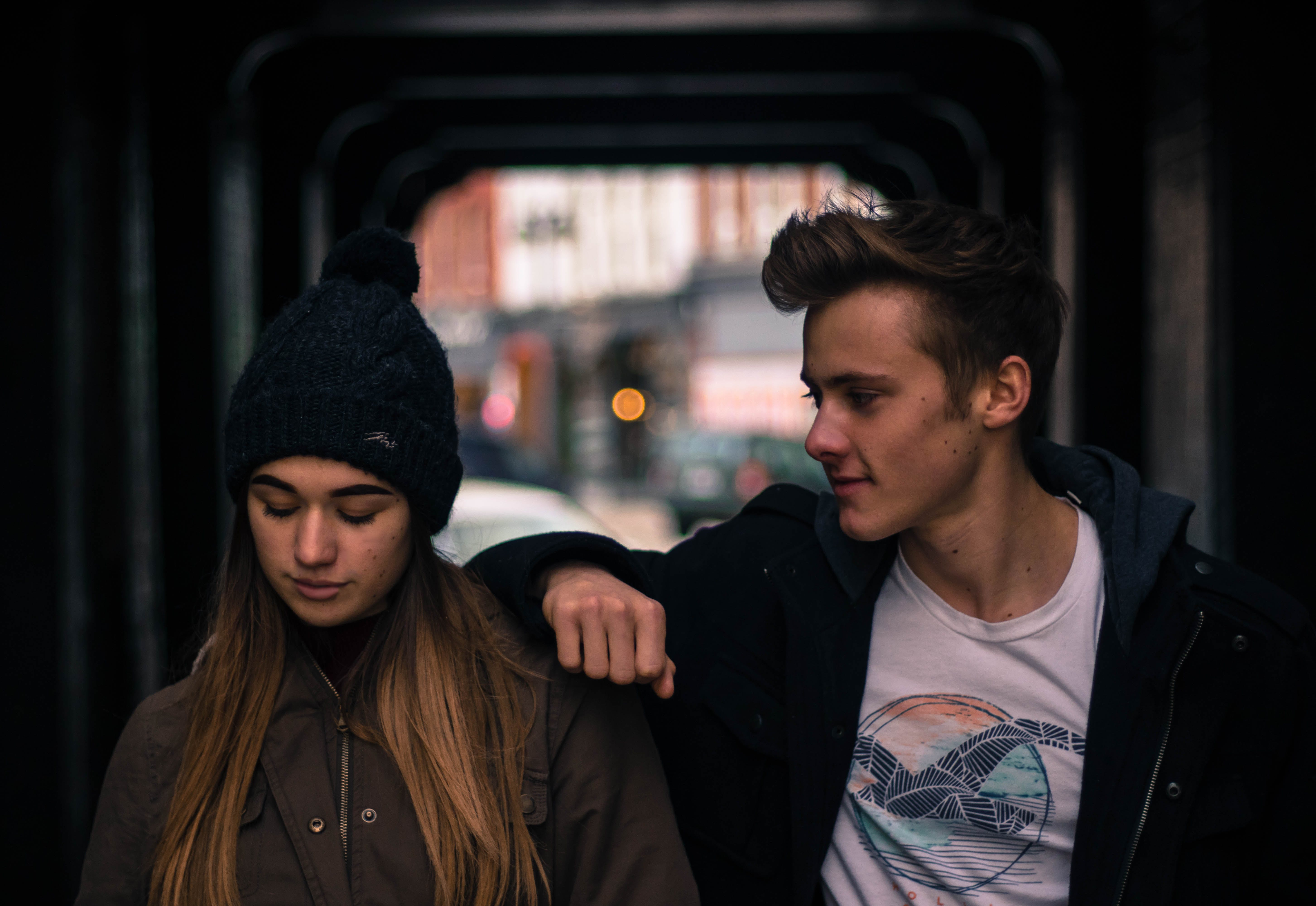
Les adolescents ne reconnaissent pas s'ils se trouvent dans une relation saine, n'ayant pas de repères pour les guider.

Des études récentes, réalisées sur des adolescentes âgées en moyenne de 16 ans soulèvent qu’entre 22% et 95% d’entre elles ont déjà été victimes de violence psychologique dans leurs fréquentations amoureuses.
Les recherches soulignent que ces épisodes de violence peuvent contribuer à des répercussions négatives chez les victimes. Parmi ces conséquences négatives, on compte des tentatives de suicide et d’idées suicidaires, des troubles alimentaires, la dépression, des troubles comportementaux et des blessures physiques.
Les filles qui ont connu de la violence en tant qu’adolescente sont plus à risque d’être à nouveau victimes de violence durant l’adolescence ou à l’âge adulte.
Les adolescents qui ont passé à travers une expérience traumatique durant l’enfance sont plus risqués de connaitre de la violence dans leurs relations amoureuses.
Plusieurs victimes qui ont subi de la violence dans leurs relations amoureuses rapportent se sentir moins proches de leur père que les filles qui n’ont pas été victimes dans leur couple.

## Culture et cultures jeunes

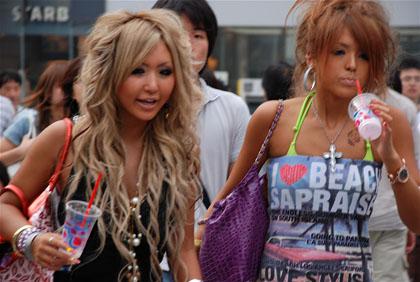
Japonaises gyaru à Tokyo.

Certaines caractéristiques du développement de l'adolescent sont plus ancrées dans la culture que dans la biologie humaine ou dans les structures cognitives. La culture est définie comme « l'héritage symbolique et comportemental reçu du passé qui fournit un cadre communautaire à ce qui est valorisé ». La culture est apprise et socialement partagée et touche tous les aspects de la vie d'une personne. Les responsabilités sociales, l'expression sexuelle, ou encore les croyances, sont des exemples de ce qui peut varier en fonction de la culture.
En outre, les caractéristiques distinctives de la jeunesse, comme l'habillement, la musique, l'utilisation des médias, l'emploi, l'art, la nourriture et les boissons, les loisirs et la langue parlée et écrite, tout cela constitue une culture jeune.
La culture n'est pas seulement liée à la nation ou l'ethnie. De nombreuses cultures, ou sous-cultures, sont présentes à l'intérieur d'un pays et d'un groupe ethnique. Pour éviter l'ethnocentrisme, les chercheurs doivent veiller à ne pas définir le rôle de la culture dans l'adolescence en fonction de leurs propres biais culturels.

## Devoirs et responsabilités sociales

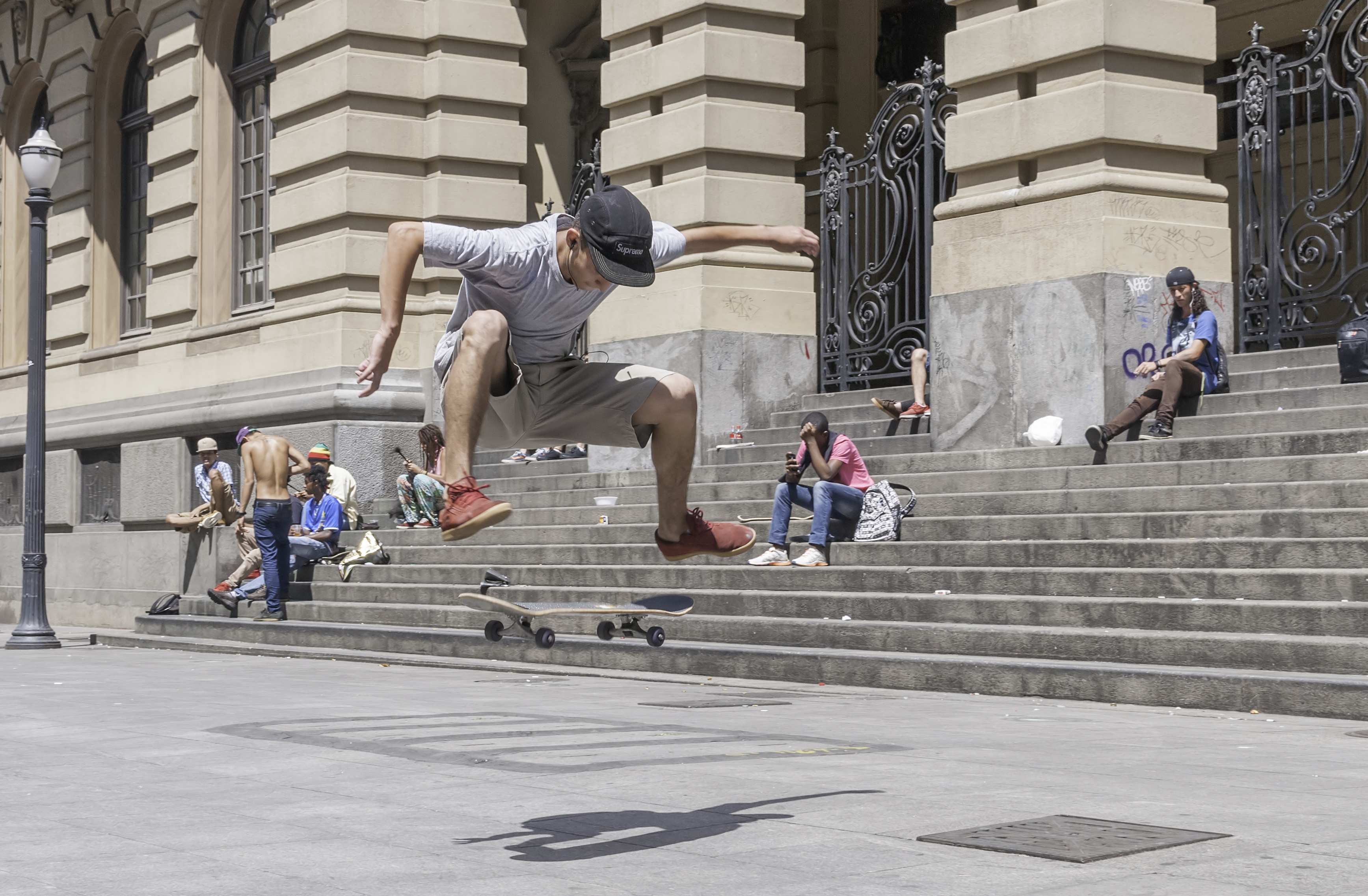
Le skateboard comme activité de loisir (São Paulo).

Le mode de vie d'un adolescent dans une culture donnée est profondément influencé par les rôles et les responsabilités qu'il est supposé assumer, en particulier ses responsabilités familiales. Par exemple, on attend des adolescents qu'ils contribuent de manière significative aux tâches ménagères et responsabilités familiales dans certaines cultures. Les tâches ménagères peuvent être décrites selon qu'elles concernent l'individu lui-même ou la famille. Ces tâches diffèrent non seulement selon les cultures, mais selon les âges de l'adolescent, et selon les familles. Des recherches montrent que la participation de l'adolescent aux tâches et routines familiales a une influence positive sur le développement de l'adolescent, le sentiment d'estime de soi, et les soins et le souci des autres.
Certaines cultures attendent aussi des adolescents la participation aux responsabilités financières. Selon des spécialistes de l'économie familiale et de l'éducation financière, les adolescents développent de bonnes habiletés à gérer leur argent par la pratique de l'épargne, de la dépense et par la planification de futurs objectifs économiques. Les différences entre les familles dans la répartition des responsabilités financières ou de l'octroi d'argent de poche peut être le reflet de différences dans les conditions sociales, les processus intrafamiliaux, qui eux-mêmes sont influencés par les normes et les valeurs culturelles, ainsi que par le secteur commercial et l'économie de marché d'une société donnée. Par exemple, dans de nombreux pays en développement, il est commun, pour des raisons économiques, que l'adolescent doive quitter l'école et commencer à travailler.
L'adolescence marque le début de l'entrée dans la vie active pour de nombreux jeunes ; toutefois, le nombre d'adolescents dans la population active baisse avec l'augmentation de l'accessibilité et de la perception de l'importance de l'enseignement supérieur. Par exemple, en Chine, 50 % des jeunes de 16 ans étaient employés en 1980, mais cette proportion a baissé pour atteindre 25 % en 1990.
La quantité de temps que les adolescents passent sur le travail et les activités de loisirs varie grandement d'une culture à une autre en fonction des normes et attentes culturelles, ainsi que de divers facteurs socio-économiques. Les adolescents américains passent moins de temps à l'école ou au travail et plus de temps dans des activités de loisirs (sports, rencontres, prendre soin de leur apparence, etc.) que ne le font les adolescents dans de nombreux autres pays.
Sur les questions juridiques, un statut adapté à l'adolescence, peu débattu en France mais existant dans de nombreux pays, est la Pré-majorité.

## Utilisation des médias

### Exposition aux médias basés sur écran

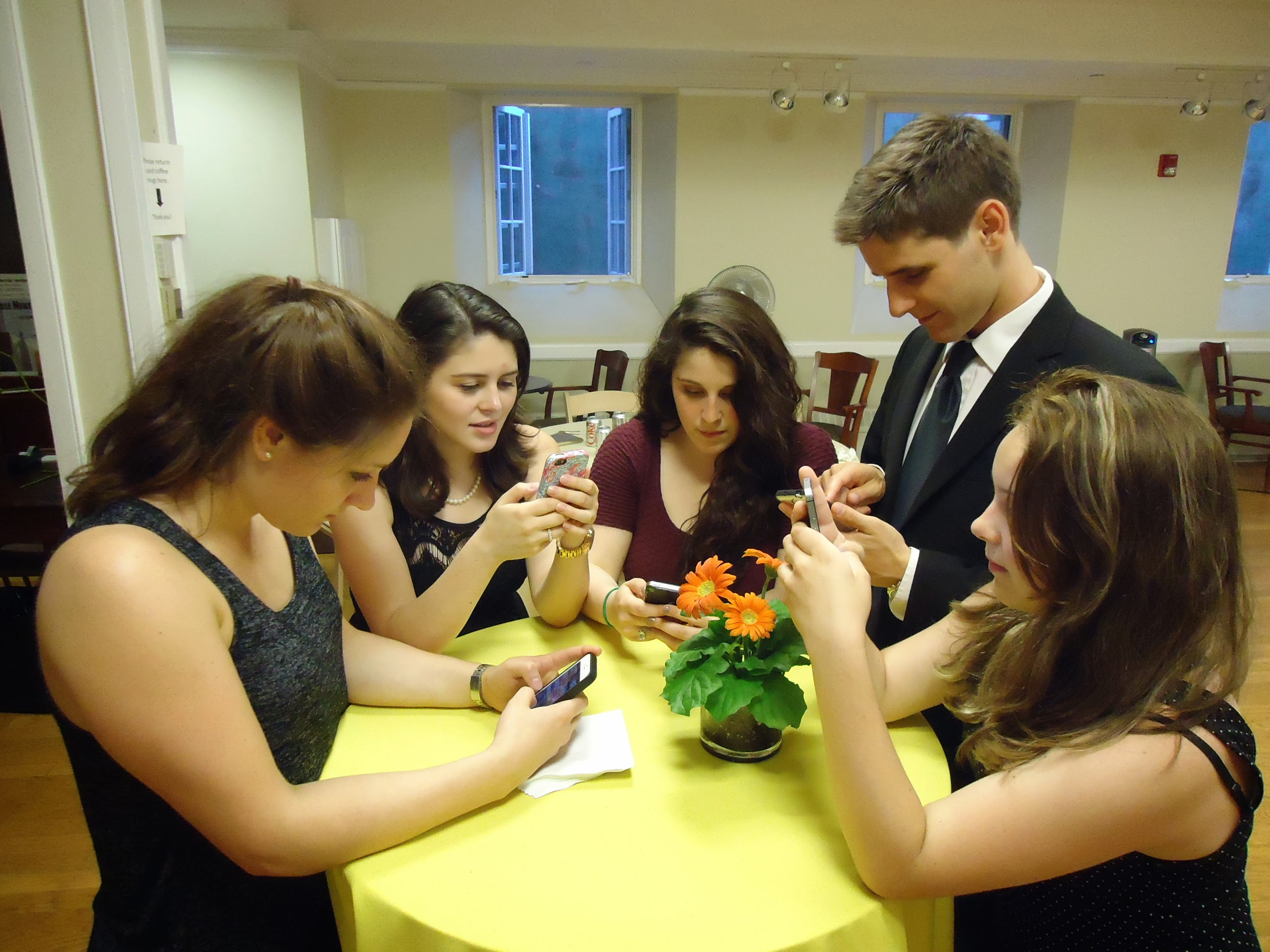
Adolescents et médias.

En raison de nouvelles technologies apparues au cours des années 2000 et 2010, les adolescents ont accès à des médias de plus en plus nombreux avec l'utilisation des ordinateurs, des téléphones portables, des jeux vidéo, en plus de médias nés au XXe siècle (baladeur, télévision). Il s'agit de médias basés sur écran et certains auteurs parlent de « culture de l'écran »,.
En France, les enfants et adolescents regardent fréquemment la télévision quel que soit leur âge, bien que les adolescents de 15/17 ans la regardent plus longuement (en soirée). À partir de 12 ans, les jeunes écoutent beaucoup plus de musique (cassettes, CD, radio, etc) ; l'intérêt pour la musique et le temps passé à écouter de la musique augmentent encore à 15/17 ans : 72 % des 15/17 ans écoutent des CD ou cassettes quotidiennement et la musique vient en tête des sujets qui les intéressent le plus et dont ils discutent le plus avec leurs amis. Les jeux vidéo voient une utilisation maximale durant les jeunes années adolescentes (21 % d'utilisation quotidienne chez les 9/11 ans, 22 % chez les 12/14 ans) et semblent décliner ensuite (12 % chez les 15/17 ans). Les 15/17 ans diffèrent des plus jeunes adolescents quant à l'importance de leur communication avec leurs pairs : les rencontres, les sorties, les appels téléphoniques, les messages, prennent beaucoup d'importance. À cet âge, la lecture de livres diminue au profit de la lecture de magazines. Le résultat le plus consensuel dans la recherche est que l'utilisation d'Internet encourage la sédentarité ce qui a un effet négatif sur l'activité physique des adolescents,. La sédentarité est liée au temps passé sur internet ; or la sédentarité de l'adolescent est associée au surpoids ainsi qu'à des problèmes mentaux, en particulier la dépression.
Depuis 2010, il existe une baisse de l'utilisation de la radio et de la presse écrite pour les jeunes générations. Ces derniers privilégient alors le support numérique : plus interactif et rapide. Une utilisation de plusieurs médias est à noter. En effet, 8 % des adolescents n'utilisent hebdomadairement qu’un seul média tandis qu’ils sont 32 % à utiliser quotidiennement la télévision et/ou la radio, et internet.
Les réseaux sociaux et en particulier Facebook, vont prendre de plus en plus de place dans le suivi de l’actualité. En effet, aujourd’hui, les jeunes délaissent les médias traditionnels au profit des réseaux socionumériques ce qui donne lieu à un « nouvel écosystème de la consommation d'information ». Désormais, 73,3 % des jeunes s’informent via Facebook.

### Image du corps idéalisée et insatisfaction corporelle
Les adolescents sont exposés à des taux croissants d'images de marketing, par de multiples médias (journaux, télévision, internet). Or les campagnes de marketing ainsi que les industries du loisir exposent surtout des représentations idéalisées (et souvent irréalistes) de la beauté. Cette surexposition est à l'origine d'une forte montée de l'insatisfaction avec sa propre image, son apparence : l'insatisfaction corporelle. Chez les adolescents, l'insatisfaction corporelle est souvent associée au poids, à une faible estime de soi, et des régimes alimentaires ou choix alimentaires atypiques. Bien que la pression sociale et médiatique soit plus forte concernant l'apparence des filles, les garçons sont également touchés négativement par ces images de corps idéalisés,.
L'effet des médias sur l'insatisfaction corporelle chez les adolescents est très étudiée par les scientifiques. Une méta-analyse de 77 études indique que les effets négatifs de l'exposition aux médias sur l'image de soi chez la femme sont significatifs et de tailles faible à modérée.

### Les adolescents et la recherche d'information sur internet
De manière générale les adolescents sont de plus en plus connectés à Internet et ont accès à de nombreuses sources d’information différentes. Mais ils n’ont pas toujours une utilisation experte des moteurs de recherche et des réseaux sociaux : certains d'entre eux ont tendance à consulter en priorité l’information qui a été mise en avant par les algorithmes des moteurs de recherche ou qui a été la plus vue, la plus partagée sur les réseaux sociaux. Face à la prolifération de la désinformation sur le web, il devient essentiel de développer leurs compétences en matière de recherche et de vérification de l’information et de les sensibiliser à l'esprit critique.

### Risques et bénéfices liés aux réseaux sociaux
Dans les années 2000, les sites de réseau social ont proliféré. Une grande proportion des adolescents les utilisent régulièrement. En 2012 aux États-Unis, une enquête sur 251 lycées rapporte que 73 % des 12-17 ans déclarent avoir au moins un profil sur un réseau social. 68 % des adolescents envoient des messages tous les jours ; 51 % visitent un site de réseau social quotidiennement et 11 % envoient ou reçoivent un tweet au moins une fois tous les jours. De nombreux adolescents ont une activité lourde : 23 % utilisent au moins deux différents types de médias sociaux chaque jour.
L'utilisation des technologies de réseau et de communication électronique affecte les adolescents dans leur développement social. Une revue de question conclut en 2015 que « les adolescents manquent de stratégies pour faire face à la cyberintimidation, qui est toujours associée à un risque accru de dépression ».
Certaines recherches suggèrent qu'il existe aussi des aspects positifs à la communication sur Internet : elle rapproche les amis et est bénéfique aux adolescents socialement anxieux pour qui l'interaction en ligne est plus facile que l'interaction face-à-face.
Une étude sur six pays européens suggère que ce sont surtout les plus jeunes adolescents qui sont à risque de développer des problèmes mentaux par un usage trop intensif des réseaux sociaux, tandis que les adolescents plus âgés sont plus susceptibles de profiter des bénéfices de ces réseaux sur leur socialisation.
Afin de prévenir et de sensibiliser les jeunes aux dangers du numérique, la France a mis en place en 2013 un enseignement d’éducation aux médias et à l’information (EMI) confié à l'ensemble des enseignants dans le premier et le second degré. Cet enseignement a pour objectif de faire accéder les élèves à une connaissance solide des médias, réseaux et phénomènes informationnels. Il s'agit par exemple de contrer le phénomène de “bulles de filtres” théorisé par Eli Pariser.

## Rites de transition vers l'âge adulte et célébrations
Une définition large de l'adolescence est le passage de l'enfance à l'âge adulte. Selon Hogan & Pierre (1986), cette transition peut inclure des marqueurs tels que la sortie de l'école, le démarrage d'un travail à temps plein, de départ du domicile familial, l'accès à une sexualité plus épanouie, à une vie de couple (avec ou sans mariage), le fait de devenir parent. La durée de cette transition varie selon la culture et la classe sociale : de quelques années dans les pays pauvres à une décennie voire plus dans les classes moyennes et supérieures des pays riches. Mais ailleurs, la transition est plus courte.
Les religions et leurs coutumes marquent souvent l'entrée dans l'âge de la maturité par des cérémonies et rites de passage. Dans certaines sociétés, les cérémonies d'initiation sont accompagnées par des marques physiques, changement de vêtements, tatouages ou scarifications. Souvent, les rites sont uniquement symboliques et les cérémonies sont l'occasion de célébrations dans la famille élargie et dans la communauté religieuse.

Cérémonies de passage vers l'âge adulte dans les religions
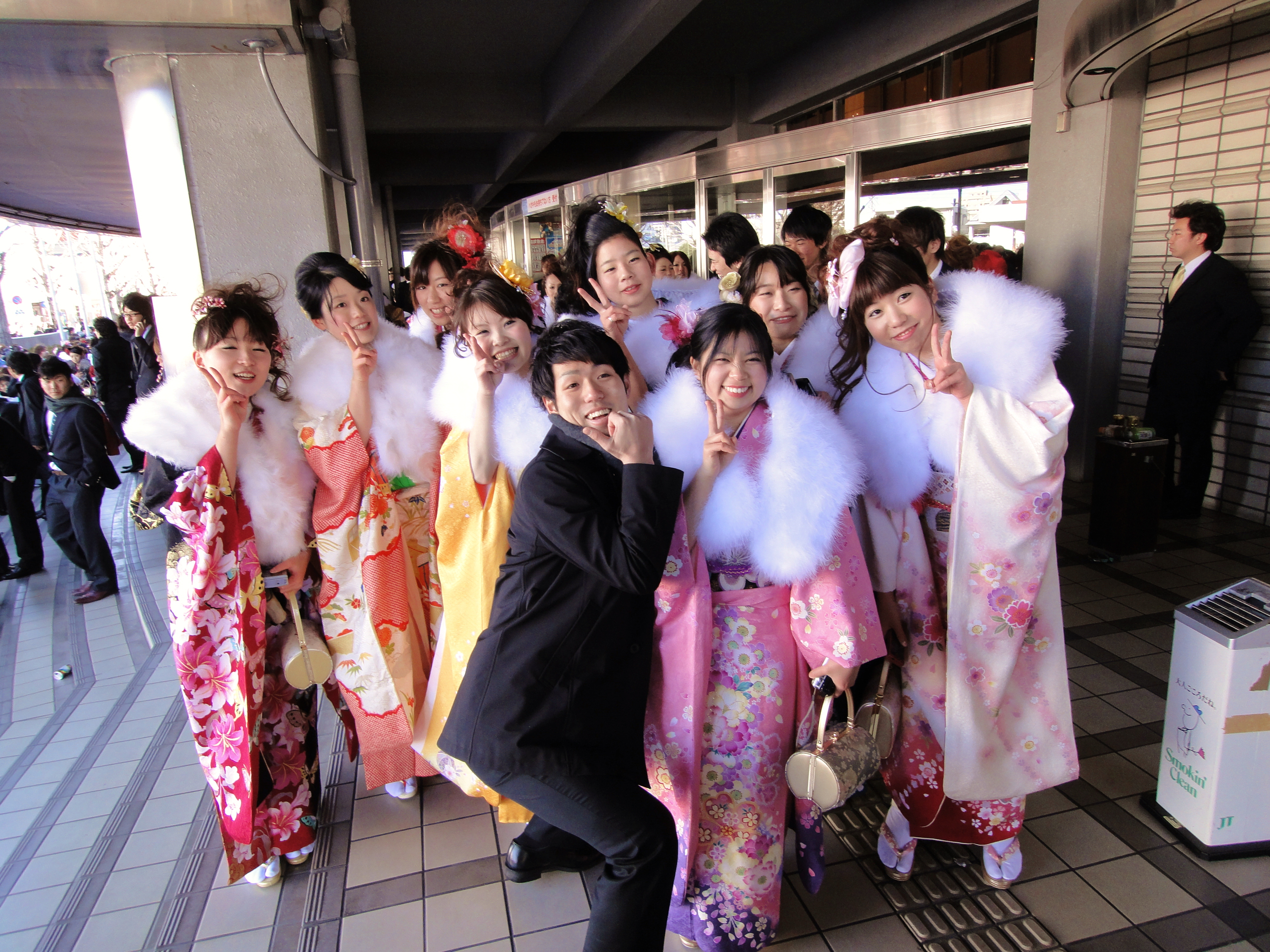
Seijin shiki (Shintoïsme, Japon).
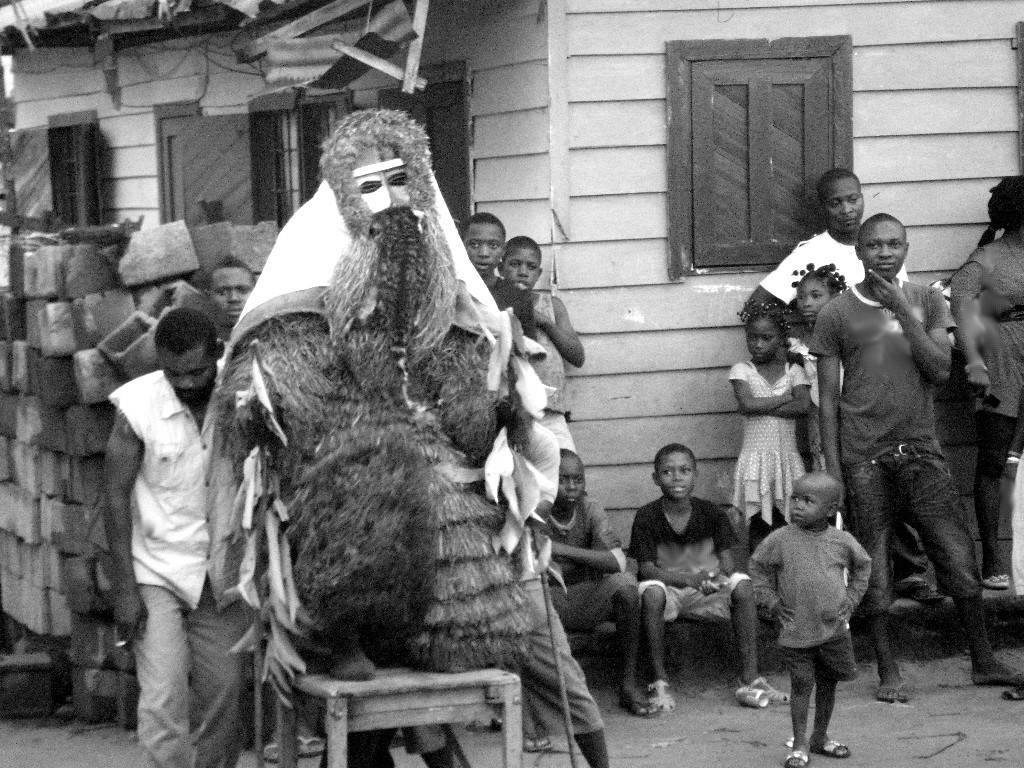
Okuyi en Afrique centrale.
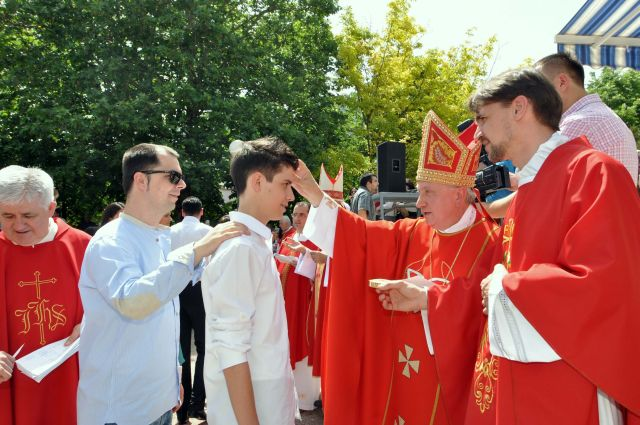
Confirmation (Catholique).

Cette transition peut être marquée par des traditions locales autour de l'âge de quinze ou seize ans : la Quinceañeras ou « Fête des quinze ans » dans des pays d'Amérique Latine et dans les Caraïbes), les Sweet Sixteen (fête des seize ans en Amérique du nord), les bals des débutantes, etc. Les régions du nord de l'Europe ont développé des cérémonies non religieuses de passage à l'âge adulte (en), comme la Jungendweihe en Allemagne (à treize ans), ou des camps de jeunesse.
Les bals de promotion, les anniversaires (à l'âge de la majorité ou à vingt ans) revêtent aussi une importance spéciale et font souvent l'objet de célébrations.

Cérémonies de passage vers l'âge adulte dans les traditions régionales
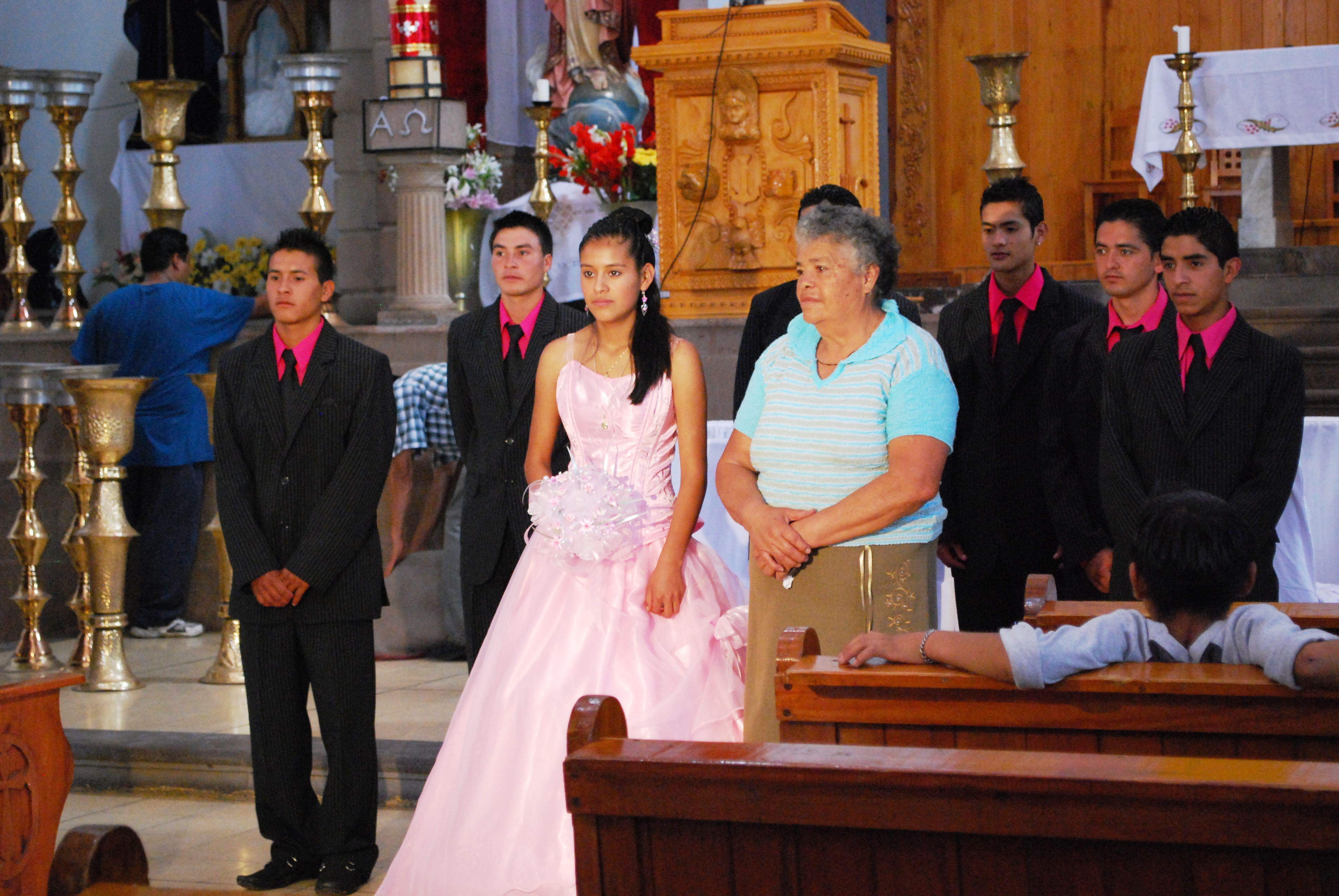
Quinceañera (Amérique Latine).
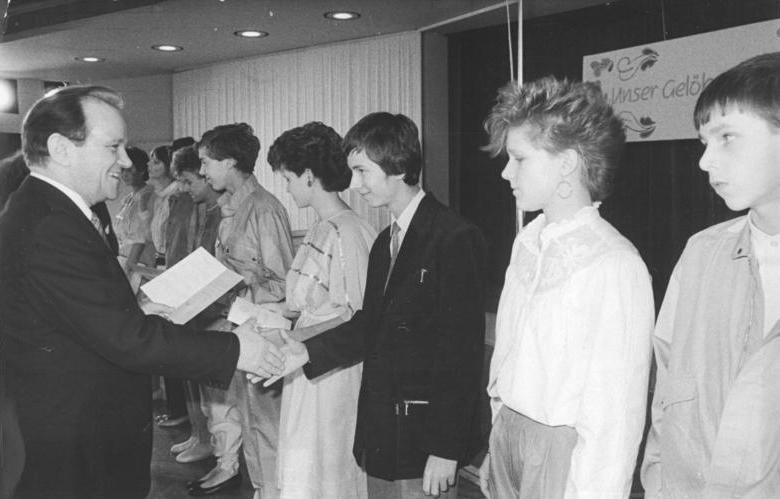
Jugendweihe (en) (Allemagne de l'est).
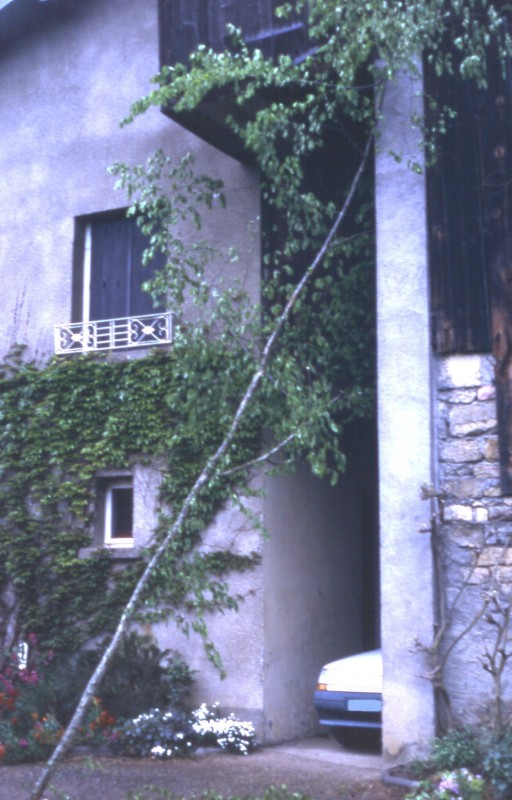
Arbre de mai (France).

## Droits des adolescents
L'ONU reconnait aux adolescents (moins de 18 ans) des vulnérabilités particulières et le besoin d'accès à différents services de santé et d’éducation et de différents services sociaux,adaptés à leur âge et à leurs problèmes.
Ce droit est explicitement inclus dans les droits de l'Homme, et selon l'OMS qui a publié plusieurs guides et recommandations à ce sujet,, en 2019 que « en réalité, ni les dispensateurs de ces services ni les systèmes dans lesquels ils travaillent ne sont généralement organisés pour pourvoir aux besoins et faire appliquer les droits des adolescents ». Les efforts pour renforcer « les compétences et l’empathie des enseignants, des agents de santé, des travailleurs sociaux et d’autres personnes » dans ce domaine sont à intensifier. Les normes et traditions communautaires ont des effets importants sur la santé des adolescentes qui nécessite souvent de « promouvoir des mesures progressives et socialement favorables », or, souvent note l'OMS « notamment pour ce qui est de la santé sexuelle et reproductive des adolescents, les normes et les traditions sont un obstacle, et non une aide ». Ainsi des rôles inégaux aux deux sexes, des normes sociales encourageant des « pratiques traditionnelles préjudiciables comme les mutilations sexuelles féminines, les normes qui admettent la violence envers les femmes et les filles, les normes qui éludent le sujet de la sexualité et de la reproduction, et les normes qui sont hostiles à la prestation des services d’éducation à la sexualité et de santé sexuelle et reproductive ». Pour venir à bout de ces freins, l'OMS a publié en 2019 des recommandations mise à jour, relatives aux « à la santé et aux droits des adolescents en matière de sexualité et de reproduction ».
L'OMS a demandé en 2017 une accélération des mesures prises en faveur des adolescents et rappelle en 2019 que tout être humain, à l'âge de l'adolescence en particulier a droit – outre à une réponse aux besoins vitaux et à l'éducation générale – à :
- une éducation complète à la sexualité. Elle recouvre tant les aspects cognitifs, qu'émotionnels, physiques et sociaux de la sexualité, incluant « des connaissances factuelles, des aptitudes, des attitudes et des valeurs qui leur donneront les moyens de s’épanouir dans le respect de leur santé, de leur bien-être et de leur dignité ; d’établir des relations sociales et sexuelles respectueuses ; de réfléchir à l’incidence de leurs choix sur leur bien-être personnel et celui des autres ; et de comprendre leurs droits et de les défendre tout au long de leur vie »[92],[93] ;
- un accès à la santé sexuelle et à la contraception, qui est encore loin d'être égalitaire et largement couvert, même dans les pays où il est officiellement obligatoire ;
- un accès aux soins prénatals, per-partum et postnatals, car notamment à cause du manque de prévention et d'accès à la contraception, parce que des mariages d'enfants se pratiquent encore et hélas dans certains contextes favorisant les viols et incestes, les grossesses non désirées sont encore courantes chez les adolescentes. Ainsi selon l'OMS : en 2016 dans les pays en développement, environ 21 millions d'adolescentes de la tranche des 15-19 ans ont été enceintes et 12 millions environ ont été jusqu'à l'accouchement[94], dans la moitié environ de ces cas, les jeunes mamans ont considéré qu'il s'agissait d'une grossesse non désirée ; Et 2,5 millions de jeunes filles de moins de 16 ans accouchent chaque année dans les pays économiquement les plus pauvres où « la pauvreté, l’absence de perspectives et les valeurs sociales ou culturelles liées à la féminité et à la maternité » favorisent les grossesse non désirées chez des adolescentes voire des fillettes[95]. Ces grossesses ont souvent des conséquences sanitaires négatives pour la mère (mort maternelle, éclampsie, endométrite puerpérale, infections systémiques…)[95] et pour les enfants nés dans un contexte où ils n'étaient pas désirés ;
- un accès à l'avortement sécurisé (les avortements non sécurisés ont causé 8 % de la mortalité maternelle de 2003 à 2012[96]. Ils restent cependant fréquents chez les adolescentes (environ 3,9 millions/an chez les 15 à 19 ans dans les pays en développement vers 2015)[94]. L'accès à cette prestation est fortement retreint dans divers pays (notamment là où le droit à l'avortement est lui-même très restreint), en dépit des preuves scientifiques et statistiques du fait qu'il pourrait diminuer fortement la mortalité maternelle[97],[98],[99]. Des freins fréquents sont que les adolescentes doivent obtenir un consentement (des parents, du conjoint, des personnels de santé), ou qu'il existe des conditions d'âge, de situation familiale ou que l'information sur ce droit où les lieux hospitaliers le pratiquant ne sont pas ou peu communiquées au public[100],[101],[102] ;
- Prévention et traitement des infections sexuellement transmissibles. peu de statistiques sont disponibles, mais le peu d'études existantes montrent que dans les pays pauvres et riches les adolescent(e)s sont surexposé(e)s à de nombreuses maladies sexuellement transmissibles. Ainsi en Afrique subsaharienne, la prévalence de toutes les IST (hors virus Herpes simplex de type 2) est plus élevée chez les filles de 15 à 24 ans que chez les femmes de 25 à 49 ans[103]. De même les jeunes filles et garçons de 15 à 24 ans regroupaient en 2015 61 % de tous les cas de chlamydiose (en 2015) [104]. Et en 2008 aux États-Unis 50 % des IST étaient déclarées dans la tranche de 15- 24 ans (garçons + filles)[105] ;
- Prévention et prise en charge du VIH ;
- Prévention des violences envers les femmes et les filles, appuis et soins ; 29 % des filles de 15-19 ans ayant déjà vécu en couple ont vécu une forme de violence de la part de leur partenaire (180) ; 18 % des filles et 8 % les garçons dans le monde ont subi des sévices sexuels. (181). Les violences sexistes (prodiguées par des hommes et/ou des femmes) sont favorisées et socialement plus tolérées dans les contextes d'inégalité des sexes, avec un harcèlement sexuel répandu dès l'école « y compris dans des établissements supposés sûrs » précise l'OMS ; elles ont des conséquences négatives (scolaires, sanitaires et sociales) majeures[106],[107] avec des risques supplémentaires de dépression, de suicide, de stress post-traumatique[108],[109]. Ces violences et notamment les sévices sexuels vécus par les enfants et les adolescents sont un facteur de risque supplémentaire de troubles comportementaux, de violence, de rapports sexuels non protégés, d'alcoolisation, et d'usage de drogues dans la vie future[110] ;
- Prévention des pratiques traditionnelles préjudiciables. Les mutilations sexuelles féminines telles qu'infibulation ou ponction du clitoris diminuent mais n'ont pas disparu (« une adolescente risque aujourd’hui environ trois fois moins qu’il y a 30 ans de subir des mutilations sexuelles féminines (201) »). Le mariage d'enfant (défini par l'OMS comme un mariage avant 18 ans pour l'un des conjoints, qui concerne encore vers 2015 environ 12 millions de filles par an (202). 197) est encore courant dans certains pays. L'infanticide de filles est encore pratiqué. La stigmatisation des menstruations (ou l'absence d'information des adolescentes à ce sujet) sont encore très courants. Certains tabous, nutritionnels notamment posent problème pour la santé des adolescentes[111]).

Selon l'OMS, dans la plupart des pays, la loi impose désormais des actions sanitaires et sociales accessibles à tous les adolescents, et le droit international et national oblige théoriquement les autorités à s’en acquitter, avec une obligation de moyens et/ou de résultats ; c'est-à-dire que ces autorités doivent fournir les moyens humains, matériels et financiers nécessaires à la formulation, à l'application et à l'évaluation des stratégies permettant le respect des droits des enfants et adolescents, incluant le droit à l'éducation, et parfois - uniquement dans certains pays - le droit à une éducation complète à la sexualité et à la santé sexuelle). Ce droit reste en 2019 selon l'OMS « l’exception et non la règle », en raison d'obstacles encore fréquents tels que le manque de moyens dédiés dans les pays en guerre, en crise ou en situation de grande pauvreté. Parfois un manque de législation est en cause, ou l'existence de lois contradictoires (ex : souvent le ministère chargé de la santé a obligation d'informer et de fournir les services nécessaire en matière de contraception à toute personne en âge de procréer, mais une autre loi impose un consentement parental pour la fourniture de services de santé aux mineurs. Le consentement parental entrave l'accès des adolescents à l'information et aux services de prévention, de dépistage de MST, vaccination, et de contraception auxquels ils ont droit, en les exposant aux maladies sexuellement transmissible (VIH notamment), aux grossesses non désirées, à des violences sexuelles. La stigmatisation sociale reste aussi un frein puissant à l'accès à des formes d'aide efficaces, à la justice et même aux soins à la suite des viols, incestes, violence entre partenaires intimes et en cas d'IST. Même quand la loi donne des droits aux adolescents, des préjugés chez des agents chargés de la police, de la justice, de la santé conduisent encore parfois à un refus de protéger, ou de dispenser des soins ou des services tels que la contraception ou l’avortement médicalisé, ou simplement des actions d’information sur la contraception (notamment à des adolescentes non mariées). Des préjugés raciaux ou socio-religieux conduisent parfois à ce que des agents de santé soient menacés s'ils mettent en œuvre les droits des enfants et adolescents. Même quand l'éducation sexuelle fait officiellement partie du programme scolaire, les enseignants eux-mêmes manquent souvent d’une formation adaptée aux « stratégies d’animation participative » et aux « méthodes positives dénuées de jugements de valeur », ainsi qu'à un matériel pédagogique de qualité pour l’éducation complète à la sexualité, et de nombreux adolescent(e)s non scolarisé(es), lisant mal, handicapés ou n'ayant pas accès à l'école et/ou à l'information, or ce sont souvent ceux qui risquent le plus.
Il existe en outre parfois des tabous, des exceptions ou des refus d'appliquer les lois (par exemple pour l’âge du mariage, ou permettant l’avortement médicalisé par exemple). Des préjugés existent aussi chez les parents ; en particulier ils pensent très souvent qu'une éducation complète à la sexualité encouragera les adolescents à avoir des rapports sexuels plus précoces ou plus à risque (et pour cette raison les programmes d'éducation sexuelle sont souvent édulcorés ou limités par rapport aux recommandations internationales) ; or toutes les enquêtes et études scientifiques montrent que l'information sexuelle complète accroît nullement ni l'activité sexuelle, ni les comportements sexuels à risque pas plus que le taux d’infection par le VIH ou d'autres maladies sexuellement transmissibles,,. L'OMS encourage la diffusion de cette information afin que les adolescents aient accès aux informations dont ils ont besoin et à une éducation à la sexualité « complètes, exactes et adaptées à leur âge »,,.

#### Bases de données et dictionnaires
- Ressources relatives à la santé :   - Medical Subject Headings
  - NCI Thesaurus
- Ressource relative aux beaux-arts :   - L'Agence Photo RMN Grand Palais
- Ressource relative à l'audiovisuel :   - France 24
- Ressource relative à la recherche :   - JSTOR
- Notices dans des dictionnaires ou encyclopédies généralistes :   - Britannica
  - Den Store Danske Encyklopædi
  - Proleksis enciklopedija
  - Treccani
  - Universalis
- Notices d'autorité :   - BnF (données)
  - LCCN
  - GND
  - Japon
  - Israël
  - Tchéquie
  - Lettonie